# A Liên

Vị trí tại Cao Hùng

A Liên (tiếng Trung: 阿蓮區; bính âm: Ālián Qū) là một khu (quận) của thành phố Cao Hùng, Trung Hoa Dân Quốc (Đài Loan). Ngoài núi Đại Cương ở phía đông, địa hình của quận nói chung là bằng phẳng. Diện tích của A Liên là 34,6164 km², dân số vào tháng 8 năm 2011 là 30.235 người thuộc 9.207 hộ gia đình, mật độ cư trú đạt 873,4 người/km².